# Tallbergsklitten
Tallbergsklitten este o arie protejată (arie specială de conservare — SAC, sit de importanță comunitară — SCI) din Suedia întinsă pe o suprafață de 16,2 ha, integral pe uscat.

## Localizare
Centrul sitului Tallbergsklitten este situat la coordonatele 60°58′18″N 16°01′03″E / 60.9716°N 16.0176°E.

## Înființare
Situl Tallbergsklitten a fost declarat sit de importanță comunitară în aprilie 2003 pentru a proteja un număr necunoscut de specii din flora spontană și fauna sălbatică aflate în arealul zonei. Situl a fost protejat și ca arie specială de conservare în martie 2011.

## Biodiversitate
Situată în ecoregiunea boreală, aria protejată conține 4 habitate naturale: Mlaștini împădurite, Păduri caducifoliate de mlaștină fino-scandinave, Taiga vestică, Mlaștini turboase de tranziție și turbării mișcătoare.
La baza desemnării sitului se află un număr nedeclarat de specii protejate.